# Steve Scalise
Stephen Joseph Scalise (født 6. oktober 1965 i New Orleans) er en amerikansk politiker fra Republikanerne, der har været medlem af Repræsentanternes Hus valgt i Louisiana siden 2008. Han blev i 2019 leder af den Republikanske gruppe i Repræsenternes Hus, først som mindretalsleder fra 2019 til 2023, og fra 2023 som flertalsleder. Han var indpisker for Republikanerne fra 2014 til 2019 i Huset.
Inden sit valg til kongressen var Scalise medlem i fire måneder i Louisianas Senat og i tre perioder i Louisianas Repræsentanternes Hus.
14. juni 2017 blev Scalise skudt og alvorligt såret af en anti-Trump-terrorist, som var ude efter republikanere. Scalise gennemgik behandling i flere måneder og vendte tilbage til Kongressen 28. september.
Scalise var den republikanske kandidat til valget af ny formand for Repræsentanternes Hus i oktober 2023, efter Kevin McCarthy var blevet afsat, men trak sig da han ikke kunne samle de nødvendige stemmer.

## Opvækst og uddannelse
Scalise blev født i New Orleans som et af tre børn af ejendomsmægler Alfred Joseph Scalise og Carol Schilleci.
Scalises oldeforældre immigrerede til USA fra Italien i slutningen af 1800-tallet. Han er student fra Archbishop Rummel High School i Metairie i Jefferson Parish og har en Bachelor of Science-grad fra Louisiana State University (LSU) i Baton Rouge med hovedfag i datalogi og bifag i statskundskab. På LSU var Scalise medlem af Acacia Fraternity.

## Politisk karriere
Den republikanske (tidligere demokratiske) delstatsrepræsentant, Quentin Dastugue, forsøgte uden held at blive guvernør i Louisiana i 1995 og trak sig før det upartiske primærvalg. Scalise blev opfordret til at stille op i Dastugues tidligere valgkreds til Louisianas Repræsentanternes Hus og vandt valget. Han blev genvalgt i 1999 og 2003 og havde pladsen indtil 2007.
Scalise blev valgt 20. oktober 2007 ved det ikke-partiopdelte primærvalg til pladsen for 9. distrikt i Louisianas Senat, som var blevet ledig da Ken Hollis' valgperiode udløb. Scalise fik 19.154 stemmer (61 procent) i konkurrence med to andre kandidater.
I 2007 da Bobby Jindal blev valgt til guvernør i Louisiana, stillede Scalise op til at overtage Jindals tidligere plads i USA's Repræsentanternes Hus. Han vandt et suppleringsvalg 3. maj 2008 og blev taget i ed 7. maj 2008. Han er genvalgt ved alle efterfølgende valg. Første genvalg var ved det ordinære valg i 2008 mod demokraten Jim Harlan med 66 procent af stemmerne mod 34 procent.